# Tathlina Lake
Tathlina Lake är en sjö i Kanada.   Den ligger i territoriet Northwest Territories, i den centrala delen av landet, 3 200 km nordväst om huvudstaden Ottawa. Tathlina Lake ligger 277 meter över havet. Arean är 600 kvadratkilometer. Den sträcker sig 29,8 kilometer i nord-sydlig riktning, och 46,8 kilometer i öst-västlig riktning.
Trakten runt Tathlina Lake är nära nog obefolkad, med mindre än två invånare per kvadratkilometer.